# مشهدی‌ولی
مشهدی‌ولی (به لاتین: Məşədivəlli) یک منطقه مسکونی در جمهوری آذربایجان است که در شهرستان جلیل‌آباد واقع شده است. مشهدی‌ولی ۱۱۸ نفر جمعیت دارد.